# Watermät
Watermät is een deephouse-act uit Frankrijk.

## Carrière
In 2013 richt de Franse producer Laurent Arriau Watermät op waarna hij in 2014 doorbreekt met de single Bullit. Dat nummer behaalt in de Vlaamse Ultratop de 2de plek en in de Nederlandse Single Top 100 de 25ste. In Nederland werd Bullit ook nog uitgeroepen tot Dancesmash. 
In 2015 komt - samen met TAI - Frequency uit, dat later dat jaar nog zou worden voorzien van vocalen van Becky Hill en omgedoopt zou worden tot All My Love. Hill nam eerder al het zeer succesvolle Gecko voor haar rekening. Ondertussen komt ook de samenwerking met Duits producer Moguai uit.

## Discografie

### Albums
- Sparks EP (2014)

### Singles
- Watermät - Something About U (2013)
- Watermät - Sparks (2013)
- Watermät - Bullit (2014) [Spinnin' Deep]
- Watermät & TAI - Frequency (2015) [Spinnin' Records]
- Watermät & MOGUAI - Portland (2015) [Spinnin' Records]
- Watermät, Becky Hill & TAI - All My Love (2015) [Polydor/Spinnin']
- Watermät - Spherik (2016) [Spinnin' Premium]
- Watermät - Empire (2016) [Spinnin' Deep]

### Remixen
- The Magican ft. Years & Years - Sunlight (Watermät Remix) (2014) [FFRR]
- Royksopp - Sordid Affair (Watermät Remix) (2014) [Dog Triumph]

## Hitlijsten
| Single met eventuele hitnotering(en) in de Nederlandse Top 40 | Datum van verschijnen | Datum van binnenkomst | Hoogste positie | Aantal weken | Opmerkingen                 |
| ------------------------------------------------------------- | --------------------- | --------------------- | --------------- | ------------ | --------------------------- |
| Bullit                                                        | 2014                  | 28-06-2014            | 32              | 5            | Nr. 25 in de Single Top 100 |

| Single met hitnotering(en) in de Vlaamse Ultratop 50 | Datum van verschijnen | Datum van binnenkomst | Hoogste positie | Aantal weken | Opmerkingen |
| ---------------------------------------------------- | --------------------- | --------------------- | --------------- | ------------ | ----------- |
| Bullit                                               | 2014                  | 28-06-2014            | 2               | 15           |             |
| Frequency                                            | 2015                  | 02-05-2015            | tip12*          |              | met Tai     |